# Szecsenovói járás

A Szecsenovói járás a Nyizsnyij Novgorod-i területen

A Szecsenovói járás (oroszul Сеченовский район) Oroszország egyik járása a Nyizsnyij Novgorod-i területen. Székhelye Szecsenovo.

## Népesség
- 1989-ben 19 338 lakosa volt.
- 2002-ben 17 741 lakosa volt, akik főleg oroszok, tatárok és mordvinok.
- 2010-ben 15 446 lakosa volt, melynek 90,9%-a orosz, 3,8%-a mordvin, 2,3%-a tatár, 1,5%-a csuvas.